# Кеннет Гем
Кеннет Тодд Гем (англ. Ham Kenneth Todd; рід. 12 грудня 1964, Плейнфілд, штат Нью-Джерсі) — американський астронавт. Здійснив перший космічний політ тривалістю 13 діб 18 годин і другий (STS-132) тривалістю 11 діб.

## Освіта
- 1983 — у місті Кларк, штат Нью-Джерсі закінчив середню школу імені Артура Джонсона (англ. Arthur L. Johnson High School).
- 1987 — закінчив Військово-морську академію, одержав ступінь бакалавра наук в аерокосмічній техніці.
- 1996 — після закінчення аспірантури ВМС (англ. Naval Postgraduate School) отримує ступінь магістра наук в галузі аерокосмічної техніки.

## Військова кар'єра
- У 1987 році, після закінчення Військово-морської академії був розподілений в Космічний центр імені Джонсона, де проходив службу у Відділі параболічних польотів.
- У 1989 р. після закінчення льотної підготовки на авіастанціях Корпус Крісті (англ. NAS Corpus Christi) і Бівілл (англ. NAS Beeville) в штаті Техас, став військово-морським льотчиком.
- 1989-1994 рр. проходив службу в 132-й і 105-ї винищувально-штурмових ескадрильях, літав на винищувачі F/A-18, брав участь у 2х бойових походах, в операціях у Боснії і в Іраку.
- У 1996 р. паралельно з аспірантурою закінчив школу льотчиків-випробувачів ВМС у місті Петьюксент-Рівер, після закінчення школи брав участь у випробуваннях винищувача F/A-18E/F Super Hornet.

## Кар'єра в НАСА
- 4 червня 1998 року був зарахований кандидатом в астронавти НАСА 17-го набору. По закінченні курсу ОКП, отримав кваліфікацію пілота шатла.
- 22 березня 2007 року отримав призначення в екіпаж місії STS-124, основним завданням якої було доставка на орбіту, компонентів японського дослідницького модуля «Кібо»: герметичного відсіку (JEM PM), опорних шасі і японського робота-маніпулятора (JEM RMS).

### Космічний політ
- З 31 травня по 14 червня 2008 здійснив свій перший космічний політ в якості пілота в складі екіпажу місії Діскавері STS-124. Став 475-мою людиною і 302-м астронавтом США в космосі. Тривалість польоту склала 13 доби 18 годин 13 хвилин 07 секунд.
- 14 травня 2010 - 26 травня 2010 здійснив другий космічний політ у місії STS-132 . Був у ролі командира екіпажу.